# Union des Francophones
Union des Francophones (UF) és una llista electoral belga creada l'octubre de 1998 i que es proposa defensar els interessos dels francòfons que viuen a territori flamenc, raó per la qual es presenta a les eleccions regionals belgues a Flandes i a les eleccions provincials al Brabant flamenc. El seu objectiu és la circumscripció de Brussel·les-Halle-Vilvoorde, als municipis amb facilitats lingüístiques propers a la regió de Brussel·les-Capital. Rep la cooperació del Mouvement Réformateur, el Centre Demòcrata Humanista i del Partit Socialista.
Com es tracta d'una coalició multipartit (dreta-centreesquerra), no té un punt de vista ideològic específic. Tanmateix, reflecteix la composició social de la població en aquests barris en lloc privilegiat, la majoria dels funcionaris electes pertanyen al Mouvement Réformateur. La coalició reclama una ampliació de la regió de Brussel·les-Capital (bilingüe) a través de la fusió de diversos municipis amb facilitats lingüístiques amb un gran percentatge de parlants de francès, igual que Sint-Genesius-Rode, a ell i s'oposa a la divisió de la circumscripció electoral i judicial bilingüe de Brussel·les-Halle-Vilvoorde circumscripció electoral i judicial.
És present a alguns ajuntament, té sis membres al Consell Provincial del Brabant flamenc: Michel Dandoy (MR-PRL, regidor de Dilbeek), Eric Poswick (MR-PRL, Overijse), Jean-Pierre Sans (MR-FDF, de Wezembeek-Oppem), Dominique Houtart (MR-PRL, Kraainem), François van Hoobrouck d'Aspre (MR-PRL, burgmestre de Wezembeek-Oppem), Francine Collet-Vandersmissen (MR-FDF, de Linkebeek). A les eleccions regionals belgues de 2004 va obtenir un escó al parlament flamenc.